# Rävtanor
Rävtanor är ett fångstredskap för räv men det finns under samma namn även ett annat redskap för att torka pälsdjursskinn, i detta fall rävskinn.
Fångstredskapet
Rävtanor tillverkades oftast av en kådhaltig mindre tall på rot, då tall är mer rötbeständig än flertalet andra träd. Den kapades vid 1,5-2 meters höjd så att räven som fastnat inte skulle nå marken och kunna göra sig lös även om marken täckts med snö och samtidigt så högt att betet var oåtkomligt för djuret, som då hoppade för att söka nå det. I toppen planades stammen till och man täljde ut minst en, vanligen två klykor så att en treudd bildades. Ovanför den mellersta, som var längst placerade man betet som skulle locka rävar och få dem att hoppa efter betet och fastna med ena tassen i en av klykorna. Som beten användes exempelvis ekorrhuvud, en död fågel, en bit fårskinn eller en stekt hov från häst, som i Norrbotten och Jämtland ansågs vara extra lockande för räven.
Räven satt sedan fast tills tanan vittjades, vilket inte behövde ske varje dag utan räven hann ofta svälta eller frysa ihjäl innan någon människa kom och kontrollerade eventuell fångst. Rävtanor var mycket grymma fångstredskap.
Rävtanor förekom längst framför allt i inre Lapplands skogsbygder, men även så långt ner som i Kalmar län, där en tana finns på Kalmar läns museum. Det finns fortfarande rävtanor kvar ute i de Nordlappska myrmarkerna, vilka användes ända in på 1900-talet, men antagligen inte nu längre för fångständamål men ses som viktiga kulturminnen när de påträffas.
Torkredskapet
Tanor som torkredskap för skinn används fortfarande för skinn från mindre pälsdjur upp till en rävs storlek, men det finns även de som har använts för vargskinn. Tanor för de större djuren utgörs av en eller två brädbitar avsmalnande och rundade i ena ändan och med ventilationshål i anpassad storlek för skinnet som skall torkas. Djurhuden vrängs ut-och-in och trängs över tanan och de vanligen två brädbitarna kilas sedan så att huden spänns ut till önskad spänning och omfattning. För att få bra torkning efterpassar man tanan och skinnet en eller ett par gånger tills skinnet är torrt.